# Canton de La Chèze
Pour les articles homonymes, voir Chèze (homonymie).
Le canton de La Chèze est une ancienne division administrative française, située dans le département des Côtes-d'Armor et la région Bretagne.

## Composition
Le canton de La Chèze regroupait les communes suivantes :
- Le Cambout ;
- La Chèze ;
- Coëtlogon ;
- La Ferrière ;
- Plémet ;
- Plumieux ;
- La Prénessaye ;
- Saint-Barnabé ;
- Saint-Étienne-du-Gué-de-l'Isle.

## Démographie
| 1962  | 1968  | 1975  | 1982  | 1990  | 1999  | 2006  | 2011  | 2012  |
| ----- | ----- | ----- | ----- | ----- | ----- | ----- | ----- | ----- |
| 9 257 | 8 768 | 8 505 | 8 707 | 8 856 | 8 380 | 8 330 | 8 393 | 8 438 |

## Représentation

### Conseillers généraux de 1833 à 2015
- De 1833 à 1840, le canton de Loudéac et le canton de La Chèze avaient le même conseiller général. Le nombre de conseillers généraux était limité à 30 par département[3].
- De 1840 à 1848, le canton de Merdrignac et le canton de La Chèze avaient le même conseiller général. Le nombre de conseillers généraux était limité à 30 par département[4].

| Période           | Identité                                                  | Parti              | Qualité                                                                                   |
| ----------------- | --------------------------------------------------------- | ------------------ | ----------------------------------------------------------------------------------------- |
| 1833-1834 (décès) | Louis-Alexis Carré-Kérisouet (1768-1834)                  |                    | Maître de forges à Vaublanc Maire de Plémet                                               |
| 1834-1842         | Théophile Bigrel                                          | Droite Monarchiste | Avocat et avoué à Loudéac Ancien Sous-Préfet Député des Côtes-du-Nord (1849-1851 et 1852) |
| 1842-1848         | Jean Baptiste Gaston du Plessis-Mauron, Comte de Grénédan |                    | Capitaine, propriétaire à Illifaut                                                        |
| 1848-1852         | Arsène-Guillaume Lefeuvrier (1802-1889)                   |                    | Avocat, juge suppléant, propriétaire à Loudéac                                            |
| 1852-1856         | Henry Macé                                                |                    | Propriétaire à Plémet                                                                     |
| 1856-1880         | Ernest Louis Carré-Kérisouet                              | Républicain        | Maître de forges à Plémet, député (1869-1877)                                             |
| 1880-1885 (décès) | Vicomte Aymar Alphonse Henry de Roquefeuil                | Droite             | Propriétaire du château du Bilo à Minihy-Tréguier                                         |
| 1885-1898         | Philippe-Antoine Mottin                                   | Droite             | Propriétaire à Plémet, conseiller d'arrondissement                                        |
| 1898-1919         | Henry Morane                                              | Républicain        | Industriel à Plémet                                                                       |
| 1919-1924 (décès) | Auguste Borrel                                            | Républicain        | Contrôleur des contributions directes, propriétaire à Plémet                              |
| 1925-1932 (décès) | Fernand Thomas                                            | PDP                | Secrétaire administratif, propriétaire à La Chèze                                         |
| 1932-1940         | Joseph Jégorel                                            | URD-PDP            | Agriculteur Conseiller municipal de Plumieux                                              |
|                   |                                                           |                    |                                                                                           |
| 1945-1949         | Louis Martin                                              | JR                 | Cultivateur Maire de Plémet (1944-1947), ancien conseiller d'arrondissement               |
| 1949-1967         | André Fairier (1901-1994)                                 | SFIO puis Rad.     | Notaire et gérant de société Maire de La Chèze (1947-1977)                                |
| 1967-1979         | Louis Piton (1921-2006)                                   | DVD puis UDF       | Médecin Maire de Plémet (1959-2006)                                                       |
| 1979-1992 (décès) | Théodore Angoujard (1926-1992)                            | PS                 | Vétérinaire Maire de La Chèze (1977-1992)                                                 |
| 1992-2011         | Jean-Yves Botherel                                        | PS                 | Médecin généraliste Maire de La Chèze (1995-2014)                                         |
| 2011-2015         | Daniel Thomas                                             | DVD                | Retraité Maire de La Prénessaye (2008-2020)                                               |

### Conseillers d'arrondissement (de 1833 à 1940)
| Période | Période          | Identité                                        | Étiquette                | Qualité                                                                      |
| --- | ---------------- | ----------------------------------------------- | ------------------------ | ---------------------------------------------------------------------------- |
| Les données manquantes sont à compléter.                                                                    |                  |                                                 |                          |                                                                              |
| 1833 | 1836             | Louis Aimé Carré-Kerisouët fils                 |                          | Propriétaire à Plémet Élu conseiller général du canton de Merdrignac en 1848 |
| 1836 | 1842             | Charles-René-Augustin de Kerpezdron (1775-1848) |                          | Juge de paix, propriétaire à Plumieux et à Coëtlogon (château du Cartier)    |
| 1842 | 1848             | Toussaint-Ange-Félix Briot de Loyat (1801-1860) |                          | Propriétaire à La Chèze                                                      |
| |                  |                                                 |                          |                                                                              |
| av.1856 |                  | Pierre Joseph Guillard (1804-1878)              |                          | Notaire, propriétaire à Plémet                                               |
| |                  |                                                 |                          |                                                                              |
| | 1885 (démission) | Philippe-Antoine Mottin                         | Droite                   | Propriétaire à Plémet                                                        |
| 1901 | 1907             | Mathurin Huet                                   |                          | Maire de La Ferrière                                                         |
| 1907 | 1913             | Louis-Marie Martin                              |                          | Agriculteur à Plémet                                                         |
| 1913 | 1919             | M. de Pelet                                     | Républicain libéral      |                                                                              |
| 1919 | 1934             | André Thomas                                    | Libéral puis Républicain | Agriculteur à La Chèze                                                       |
| 1931 |                  | Joseph Ferlaux                                  |                          |                                                                              |
| 1934 | 1937             | Louis Martin                                    |                          | Maire de Plémet                                                              |
| 1937 | 1940             | Joseph Martin                                   | PDP                      | Négociant en bois, conseiller municipal de Plémet                            |
| Les conseils d'arrondissement ont été suspendus par la loi du 12 octobre 1940 et n'ont jamais été réactivés |                  |                                                 |                          |                                                                              |